# Liste des députés européens de Chypre de la 10e législature

Cet article présente la liste des députés européens de Chypre élus lors des élections européennes de 2024 à Chypre.

## Députés européens élus en 2024
| Nom                   | Parti | Parti                               | Groupe | Groupe  |
| --------------------- | ----- | ----------------------------------- | ------ | ------- |
| Loukás Fourlás        |       | Rassemblement démocrate             |        | PPE     |
| Geádis Geádi          |       | Front populaire national            |        | CRE     |
| Giórgos Georgíou      |       | Parti progressiste des travailleurs |        | GUE/NGL |
| Michális Hadjipantéla |       | Rassemblement démocrate             |        | PPE     |
| Kóstas Mavrídis       |       | Parti démocrate                     |        | S&D     |
| Fidías Panayiótou     |       | Indépendant                         |        | NI      |